# Tir als Jocs Olímpics d'estiu de 1988
Als Jocs Olímpics d'Estiu de 1988 celebrats a la ciutat de Seül (Corea del Sud) es disputaren 13 proves de tir olímpic, set en categoria masculina, quatre en categoria femenina i dues en categoria mitxta. Les proves es disputaren el dia 13 de setembre de 1988 a les instal·lacions de tir de Taenung.
Hi participaren un total de 396 tiradors, entre ells 285 homes i 111 dones, de 66 comitès nacionals diferents.

## Resum de medalles

### Categoria masculina
| Prova                                     | Or                | Argent            | Bronze            |
| Pistola d'aire 10 metres Detalls</        | Tanyu Kiryakov    | Erich Buljung     | Xu Haifeng        |
| Pistola ràpida 25 metres Detalls          | Afanasijs Kuzmins | Ralf Schumann     | Zoltán Kovács     |
| Pistola lliure 50 metres Detalls          | Sorin Babii       | Ragnar Skaneker   | Igor Basinski     |
| Rifle en posició estesa 50 metres Detalls | Miroslav Varga    | Cha Young-chul    | Attila Záhonyi    |
| Rifle en 3 posicions 50 metres Detalls    | Malcolm Cooper    | Alister Allan     | Kirill Ivanov     |
| Carabina d'aire 10 metres Detalls         | Goran Maksimović  | Nicolas Berthelot | Johann Riederer   |
| Blanc mòbil 10 metres Detalls             | Tor Heiestad      | Huang Shiping     | Gennadi Avramenko |

### Categoria femenina
| Prova                                  | Or              | Argent          | Bronze               |
| Pistola d'aire 10 metres Detalls       | Jasna Šekarić   | Nino Salukvadze | Marina Dobrantcheva  |
| Pistola ràpida 25 metres Detalls       | Nino Salukvadze | Tomoko Hasegawa | Jasna Šekarić        |
| Carabina d'aire 10 metres Detalls      | Irina Chilova   | Silvia Sperber  | Anna Maloukhina      |
| Rifle en 3 posicions 50 metres Detalls | Silvia Sperber  | Vesela Letcheva | Valentina Cherkasova |

### Categoria mixta
| Prova                  | Or             | Argent              | Bronze          |
| Fossa Olímpica Detalls | Dmitry Monakov | Miloslav Bednařík   | Frans Peeters   |
| Skeet Detalls          | Axel Wegner    | Alfonso Iruarrizaga | Jorge Guardiola |

## Medaller
| Posició | País            | Or | Argent | Bronze | Total |
| 1       | Unió Soviètica  | 4  | 1      | 6      | 11    |
| 2       | Iugoslàvia      | 2  | 0      | 1      | 3     |
| 3       | RFA             | 1  | 1      | 1      | 3     |
| 4       | Bulgària        | 1  | 1      | 0      | 2     |
| 4       | Regne Unit      | 1  | 1      | 0      | 2     |
| 4       | RDA             | 1  | 1      | 0      | 2     |
| 4       | Txecoslovàquia  | 1  | 1      | 0      | 2     |
| 8       | Noruega         | 1  | 0      | 0      | 1     |
| 8       | Romania         | 1  | 0      | 0      | 1     |
| 10      | R.P. de la Xina | 0  | 1      | 1      | 2     |
| 11      | Corea del Sud   | 0  | 1      | 0      | 1     |
| 11      | Estats Units    | 0  | 1      | 0      | 1     |
| 11      | França          | 0  | 1      | 0      | 1     |
| 11      | Japó            | 0  | 1      | 0      | 1     |
| 11      | Suècia          | 0  | 1      | 0      | 1     |
| 11      | Xile            | 0  | 1      | 0      | 1     |
| 17      | Hongria         | 0  | 0      | 2      | 2     |
| 18      | Bèlgica         | 0  | 0      | 1      | 1     |
| 18      | Espanya         | 0  | 0      | 1      | 1     |
| Total   | Total           | 13 | 13     | 13     | 39    |